# Eupithecia euphrasiata
Eupithecia euphrasiata là một loài bướm đêm trong họ Geometridae.